# Klavs Bruun Jørgensen
Klavs Bruun Hørlykke Jørgensen, född 3 april 1974 i Gentofte, är en dansk handbollstränare och före detta handbollsspelare (högernia). 

## Klubbkarriär
Bruun Jørgensen började sin karriär i Virum-Sorgenfri och spelade där till han var 24 år. Klubben betydde mycket för honom under uppväxten och det var också där han träffade sin blivande hustru Rikke Hørlykke. Han spelade sedan ett år i Tyskland men återvände till moderklubben. 73 av landskamperna spelade han när han var i Virum-Sorgenfri medan 68 spelades under GOG-åren. Han kom till GOG 2001. Efter sex år i GOG bytte han klubb till FCK Håndbold.  Han var då också assisterande tränare i GOG. Motivet var bland annat att han var trött på alla resor från Köpenhamn till Fyn och att hans fru nu väntade barn och han ville ha mer tid för familjen. När FCK och AG slogs ihop 2010 var Bruun Jørgensen spelare i AG. Efter ett år i klubben som spelare blev han 2010 tränare för klubben.

### Landslagskarriär
Klavs Bruun Jørgensen spelade i danska handbollslandslaget i 15 år. Landslagsdebut 3 november 1994 mot Island när han spelade för Virum Sorgenfri. Han spelade sedan i landslaget till 2004 då han slutade men gjorde come back 2008 och spelade i OS 2008 för Danmark där laget blev 7:a. Han spelade  sedan även i VM året därpå. Bruun Jørgensen slutade definitivt i landslaget efter VM-2009 i Kroatien.

### Tränarkarriär
I oktober 2011 lämnade Bruun Jørgensen AG Köpenhamn efter att Magnus Andersson också blivit tränare i klubben. I pausen mellan AG och Team Tvis Holstebro  var han tränare i Nordsjælland Håndbold för anfallsspelet speciellt. Innan han blev dansk förbundskapten var han tränare för Team Tvis Holstebro. 2014 var han biträdande tränare i det danska herrlandslaget. Från sommaren 2015 till 2020 var han förbundskapten för Danmarks damlandslag.